# 1708 год
1708 (ты́сяча семьсо́т восьмо́й) год  по григорианскому календарю — високосный год, начинающийся в воскресенье. Это 1708 год нашей эры, 8‑й год 1‑го десятилетия XVIII века 2‑го тысячелетия, 9‑й год 1700‑х годов. Он закончился 317 лет назад.
| Пн | Вт | Ср | Чт | Пт | Сб | Вс |
|    |    |    |    |    |    | 1  |
| 2  | 3  | 4  | 5  | 6  | 7  | 8  |
| 9  | 10 | 11 | 12 | 13 | 14 | 15 |
| 16 | 17 | 18 | 19 | 20 | 21 | 22 |
| 23 | 24 | 25 | 26 | 27 | 28 | 29 |
| 30 | 31 |    |    |    |    |    |

| Пн | Вт | Ср | Чт | Пт | Сб | Вс |
|    |    | 1  | 2  | 3  | 4  | 5  |
| 6  | 7  | 8  | 9  | 10 | 11 | 12 |
| 13 | 14 | 15 | 16 | 17 | 18 | 19 |
| 20 | 21 | 22 | 23 | 24 | 25 | 26 |
| 27 | 28 | 29 |    |    |    |    |

| Пн | Вт | Ср | Чт | Пт | Сб | Вс |
|    |    |    | 1  | 2  | 3  | 4  |
| 5  | 6  | 7  | 8  | 9  | 10 | 11 |
| 12 | 13 | 14 | 15 | 16 | 17 | 18 |
| 19 | 20 | 21 | 22 | 23 | 24 | 25 |
| 26 | 27 | 28 | 29 | 30 | 31 |    |

| Пн | Вт | Ср | Чт | Пт | Сб | Вс |
|    |    |    |    |    |    | 1  |
| 2  | 3  | 4  | 5  | 6  | 7  | 8  |
| 9  | 10 | 11 | 12 | 13 | 14 | 15 |
| 16 | 17 | 18 | 19 | 20 | 21 | 22 |
| 23 | 24 | 25 | 26 | 27 | 28 | 29 |
| 30 |    |    |    |    |    |    |

| Пн | Вт | Ср | Чт | Пт | Сб | Вс |
|    | 1  | 2  | 3  | 4  | 5  | 6  |
| 7  | 8  | 9  | 10 | 11 | 12 | 13 |
| 14 | 15 | 16 | 17 | 18 | 19 | 20 |
| 21 | 22 | 23 | 24 | 25 | 26 | 27 |
| 28 | 29 | 30 | 31 |    |    |    |

| Пн | Вт | Ср | Чт | Пт | Сб | Вс |
|    |    |    |    | 1  | 2  | 3  |
| 4  | 5  | 6  | 7  | 8  | 9  | 10 |
| 11 | 12 | 13 | 14 | 15 | 16 | 17 |
| 18 | 19 | 20 | 21 | 22 | 23 | 24 |
| 25 | 26 | 27 | 28 | 29 | 30 |    |

| Пн | Вт | Ср | Чт | Пт | Сб | Вс |
|    |    |    |    |    |    | 1  |
| 2  | 3  | 4  | 5  | 6  | 7  | 8  |
| 9  | 10 | 11 | 12 | 13 | 14 | 15 |
| 16 | 17 | 18 | 19 | 20 | 21 | 22 |
| 23 | 24 | 25 | 26 | 27 | 28 | 29 |
| 30 | 31 |    |    |    |    |    |

| Пн | Вт | Ср | Чт | Пт | Сб | Вс |
|    |    | 1  | 2  | 3  | 4  | 5  |
| 6  | 7  | 8  | 9  | 10 | 11 | 12 |
| 13 | 14 | 15 | 16 | 17 | 18 | 19 |
| 20 | 21 | 22 | 23 | 24 | 25 | 26 |
| 27 | 28 | 29 | 30 | 31 |    |    |

| Пн | Вт | Ср | Чт | Пт | Сб | Вс |
|    |    |    |    |    | 1  | 2  |
| 3  | 4  | 5  | 6  | 7  | 8  | 9  |
| 10 | 11 | 12 | 13 | 14 | 15 | 16 |
| 17 | 18 | 19 | 20 | 21 | 22 | 23 |
| 24 | 25 | 26 | 27 | 28 | 29 | 30 |

| Пн | Вт | Ср | Чт | Пт | Сб | Вс |
| 1  | 2  | 3  | 4  | 5  | 6  | 7  |
| 8  | 9  | 10 | 11 | 12 | 13 | 14 |
| 15 | 16 | 17 | 18 | 19 | 20 | 21 |
| 22 | 23 | 24 | 25 | 26 | 27 | 28 |
| 29 | 30 | 31 |    |    |    |    |

| Пн | Вт | Ср | Чт | Пт | Сб | Вс |
|    |    |    | 1  | 2  | 3  | 4  |
| 5  | 6  | 7  | 8  | 9  | 10 | 11 |
| 12 | 13 | 14 | 15 | 16 | 17 | 18 |
| 19 | 20 | 21 | 22 | 23 | 24 | 25 |
| 26 | 27 | 28 | 29 | 30 |    |    |

| Пн | Вт | Ср | Чт | Пт | Сб | Вс |
|    |    |    |    |    | 1  | 2  |
| 3  | 4  | 5  | 6  | 7  | 8  | 9  |
| 10 | 11 | 12 | 13 | 14 | 15 | 16 |
| 17 | 18 | 19 | 20 | 21 | 22 | 23 |
| 24 | 25 | 26 | 27 | 28 | 29 | 30 |
| 31 |    |    |    |    |    |    |

## События
См. также: Категория:События 1708 года
- Канжальская битва — кабардинцы во главе с Кургоко Атажукин разгромили войско крымского хана Каплан Гирея.
- Победа Мальборо над французами при Ауденарде. Французы очистили Фландрию.
- Победа австрийцев над армией Ракоци у Тренчина.
- Гуру сикхов Говинд Сингх погиб от руки убийцы.

## Русское государство
Царствование: 1682—1725 — Пётр I Алексеевич
- 1700—1721 — Северная война[1].
  - 26 января (6 февраля) — шведская армия заняло Гродно и двинулось на Минск, рассчитывая разбить главные силы русской армии (около 60 тыс. чел. под командованием Б. П. Шереметева)[1].
  - Русская армия, не приняв сражения, отступила к Витебску[1].
  - Февраль — В. Л. Кочубей, открыто конфликтовавший с гетманом И. С. Мазепой из-за намерения жениться на 16-летней дочери Кочубея, донёс Петру I о тайных переговорах Мазепы с польским королём Станиславом Лещинским и шведским Карлом XII. Пётр I расценил донос как клевету, арестовал Кочубея и выдал его Мазепе[2].
  - Весна — И. С. Мазепа заключил личное тайное соглашение с Карлом XII, а также предложил Лещинскому принять Гетманщину "как наследие своё",  обязался разместить шведов на Северщине, собрать 20-тысячное войско, присоединить к нему донских казаков и даже калмыков и по первому призыву выступить на стороне шведов[2].
  - Карл XII, не решившись на преследование русской армии, остановился в районе Радошковичей (северо-западнее Минска), где пробыл до июня[1].
  - Под влиянием сведений о Булавинском восстании (1707-1709) и тайных переговорах с украинским гетманом И. С. Мазепой у Карла XII созрел план похода на Москву[1].
  - Июнь — шведская армия переправилась через р. Березина[1].
  - Июнь — шведский корпус А. Л. Левеннгаупа (16 тыс. чел.) выступил из Риги с большим обозом продовольствия, оружия и боеприпасов[1].
  - Русская армия сосредоточилась у Головчина (северо-западнее Могилёва)[1].
  - 3 (14) июля — русская армия потерпела поражение у Головчина и отступила за р. Днепр[1].
  - Начало августа — шведы заняли Могилёв и, не дождавшись подхода корпуса А. Л. Левенгаупта, двинулись на Смоленск[1].
  - В боях у села Доброе под деревней Раевка шведские авангарды были разбиты русскими отрядами с потерями до 5 тыс. человек[1].
  - Победа русских сил под Раевкой вынудила Карла XII повернуть на Украину, где Мазепа обещал ему поддержку в 20-тысяч казаков, в расчёте на вступление в войну Османской империи и Крымского ханства против России[1].
  - Русские войска упредили противника, заняв населённые пункты, где шведы намеревались остановиться на зимовку[1].
  - Сентябрь — на Гетманщине резко осложнилось положение И. С. Мазепы, так как большинство населения украинских земель было настроено против шведов, видя в них захватчиков и "еретиков"[2].
  - Сентябрь —  И. С. Мазепа получил приказ Петра I заградить путь шведам у реки Десна, но, чтобы не вступать в поход, Мазепа симулировал предсмертную агонию[2].
  - 28 сентября (9 октября) — Битва при Лесной — Победа русских войск над шведами. Корпус Левенгаупта разгромлен русскими[3].
  - Осень — провалилось наступление шведов на г. Санкт-Петербург, которое они приняли одновременно из Эстляндии и Выборга. Русские войска и флот генерал-адмирала Ф. М. Апраксина разгромили противника у Ракобора и в Копорском заливе[1].
  - Победа Апраксина позволила русскому командованию перебросить часть сил с северо-запада на Украину, где назревали главные события[1].
  - Октябрь — Пётр I разместил свой штаб в г. Рославль (в доме купца Куричина)[4].
  - 24 октября (4 ноября) — И. С. Мазепа, узнав, что в его резиденцию г. Батурин на помощь казакам идёт А. Д. Меншиков с драгунскими полками, бежал к шведам, уведя с собой около 2 тысяч казаков под предлогом, что направит их против шведского войска (только за Десной, получив шведскую охрану, Мазепа предложил казацким старшинам выступить перед казаками с речью о "свободе от русского царя". При этом Мазепа, не исключая возможности гибели города, когда откроется его предательство, вывезя большую часть своих богатств, а также бывшую казну гетманов И. М. Брюховецкого, Д. И. Многогрешного и И. С. Самойловича[2].
  - 2 (13) ноября — измена Мазепы осложнила ход военных действий, но не вызвала растерянности у русских военачальников, которые предприняли смелый рейд на Батурин под руководством А. Д. Меньшикова. Рейд позволил уничтожить все заготовленные там для шведов запасы продовольствия, оружия (в том числе и артиллерию) и боеприпасы[1].
  - 7 (18) ноября — И. И. Скоропадский избран новым гетманом Левобережной Украины. Сторонникам Мазепа была объявлена амнистия сроком на 1 месяц, которой многие казаки воспользовались[1][2].
  - 12 (23) ноября — киевский митрополит Иосаф (Кроковский) в Троицком соборе г. Глухов в присутствии Петра I предал Мазепу анафеме[2].
  - Мазепа, награждённый в 1700 году орденом Андрея Первозванного, лишён его заочно. Вместо него Пётр I распорядился отлить для Мазепы "монету" из серебра в 10 фунтов (по весу соответствовало 30 римским сребреникам  — Медаль Иуды)[2].
  - Мазепа попытался получить прощение Петра I, обещая (его слова передал Д. П. Апостол) захватить в плен Карла XII и передать его Петру, при этом Мазепа требовал своей безопасности, которую должны были предоставить европейские державы. Шведское командование, чтобы предотвратить обратный переход Мазепы, ограничило его свободу и передвижение[2].
  - Д. М. Голицын овладел другой крупной базой Мазепы — Белой церковью[1].
  - Казачье войско во главе с новым гетманом И. И. Скоропадским выступило в борьбу против иноземных захватчиков[1].
  - Смелые действия Азовской военной флотилии, которую возглавил Апраксин, заставили Османскую империю и Крымское ханство воздержаться от вступлении в войну на стороне Швеции[1].
  - Ноябрь — шведская армия расположилась на зимовку в районе Прилуки, Лохвицы, Гадяч, где по существу оказалась в стратегическом окружении[1].
  - 8 (19) декабря — И. И. Скоропадский в универсале жителям "обеих сторон Днепра" предлагал относиться к распространявшимся универсалам Мазепы как к пасквилям, содержащиму "неправду и яд смертоносный"[5].
  - Зимний период — русские войска и украинские казаки активно пресекали все попытки противника пополнить запасы продовольствия и фуража, нанося ему большой урон[1].
  - После измены И. Мазепы обязанности гетмана начали исполнять царские "резиденты" (с 1710 — два)[6].
- 1704—1711 — Башкирское восстание[7].
  - Начало января — повстанцы осадили Елабугу и повели наступление на Казань (по некоторым оценкам, общее число повстанцев достигло 40 тыс. чел.)[7].
  - К февралю — отряды повстанцев находились в 40-60 верстах от Казани. Здесь их остановили войска бригадира П. И. Хованского[7].
  - Февраль — Мурат Султан, собрав войско из местных племён, попытался реализовать свой высокий статус чингизида (потомок хана Кучума) на Северном Кавказе, открыв там второй фронт восстания[7].
  - Февраль — войско Мурата Султана штурмовало Терский городок. На помощь осаждённым подошли войска астраханского губернатора П. М. Апраксина. Они разбили войско Мурата, который был схвачен и вскоре казнён[7].
  - Конец февраля — в Прикамье бригадир П. И. Хованского, получив подкрепление, перешёл в контрнаступление и нанёс повстанцам поражение у сёла Большие Салтаны[7].
  - Апрель—май — повстанцы установили связь с отрядами булавинцев[7].
  - 17 марта — царское войско деблокирует Елабугу, и П. И. Хованский, не вторгнувшись в землю башкир, предложил им переговоры[7].
  - Конец мая — на переговорах повстанцы и П. И. Хованский сумели договориться. Воевода обещал не наказывать башкир за участие в восстании, снять требования о новых налогах, взятии в казну рыбных ловель и другое[7].
  - Июнь — тарханы во главе с Кусюмом Тюлекеевым покаялись и получили прощение. Другой руководитель восстания Алдар Исекеев продолжил сопротивление (вероятно, он надеялся на поддержку восставших под руководством К. А. Булавина, которые были разбиты летом этого года под Саратовым)[7].
- 1707—1709 — Булавинское восстание[8].
  - Март — К. А. Булавин прибыл в Пристанный городок на реке Хопёр, который сделал центром своего восстания. Отсюда он начинает рассылать "прелестные" письма с призывом к восстанию[8].
  - К апрелю — восстание охватило Тамбовский, Верхнеломовский уезды и Левобережную Украину, а также Поволжье, где в восстание были вовлечены татары, мордва и другие[8].
  - 9 (20) апреля — Булавин одержал победу на реке Лисковатка над 8-тысячным войском атамана М. Максимова. Рядовые казаки перешли на сторону восставших[8].
  - Апрель — Тамбов выдержал осаду отрядов казачего атамана Хохлача Луки Михайловича[9].
  - 1 (12) мая — произошло восстание в городе Черкасск, после чего город практически без боя был занят восставшими. Атаман Максимов и 5 его старшин казнены, их имущество и церковная казна распределены среди повстанцев (сам Булавин поселился в доме Максимова), установлены пониженные цены на хлеб[8].
  - 9 (20) мая —  Булавин избран атаманом Войска Донского, разбив его на небольшие отряды[8].
  - 12 (23)—13 (24) мая — повстанцы заняли город Дмитриевск (сов. Макеевка)[8].
  - 25 мая (6 июня) — повстанцы осадили Саратов, но город взять не смогли и двинулись на Царицын[8].
  - 7 (18) июня — повстанцы овладели городом Царицын[8].
  - Ночь на 8 (19) июня — отряды отправленные на реку Северный Донец и Слободскую Украину, на реке Уразова, разгромили Сумской полк[8].
  - 5 (16) — 6 (17) июля — главные силы Булавина не смогли взять крепость Азов[8].
  - По царскому указу сформирована армия (свыше 32 тыс. чел.) под командованием В. В. Долгорукова, который воспользовался разобщённостью сил восставших[8].
  - 30 июня (11 июля) — отрядам повстанцев не удалось штурмом взять Тор (сов. Славянск)[8].
  - 2 (13) июля — повстанцы понесли тяжелые потери в урочище Кривая Лука на Северском Донце[8].
  - 7 (18) июля — в результате заговора домовитых казаков в Черкасске был застрелен К. А. Булавин. После его гибели восстание пошло на спад[8].
- 1708—1724 — Александр Данилович Меншиков первый раз назначен генерал-губернатором С.-Петербургской губернии (второй раз 1725—1727)[10].
- И. С. Мазепа запретил украинским крестьянам переход со своим наделом, закрепив за феодалами право собственности на крестьянскую землю[2].
- Весна — отрядами Ногайской Орды уничтожена крепость Терки[11].
- Лето — К Ракоци II Ференцу в Венгерское королевство приехало русское посольство, с предложением российского посредничества в прекращении военных действий между Священной Римской империей Иосафом I и куруцами[12].
- Декабрь — во Владимирской губернии основан Свято-Введенский Островной монастырь.
- Канжальская битва. Ночное сражение, в ходе которого черкесы-кабардинцы под предводительством князя-валия Кургоко Атажукина нанесли поражение войскам крымского хана Каплан-Гирея, состоявшим из крымских татар и турок[13].
- Русское царство — введён русский гражданский шрифт.
- Учреждена первая губерния на территории России — Ингерманландская.

### Руководители приказов[14]
| Года      | Приказ             | Ф,И,О главы             | Примечания |
| --------- | ------------------ | ----------------------- | ---------- |
| 1706-1718 | Аптекарский приказ | Арескин Роберт Карлович | Архиатер   |
|           |                    |                         |            |
|           |                    |                         |            |

## Родились
См. также: Категория:Родившиеся в 1708 году
- Амвросий (Зертис-Каменский) — архиепископ Московский.
- Иван Яковлевич Бланк — русский архитектор.

## Скончались
См. также: Категория:Умершие в 1708 году
- 18 июля — Кондратий Булавин, предводитель русского крестьянского восстания, по официальной версии — застрелился сам, не желая сдаваться, в действительности был убит в Черкасске старшинами.
- 11 октября — Эренфрид Вальтер фон Чирнгауз, — немецкий философ, математик, экспериментатор, изобретатель европейского белого фарфора.
- 12 (23) сентября — Украинцев Емельян Игнатьевич, русский государственный деятель и дипломат. думный дьяк (с 1681 года)[12].